# Георги Балабанов
Георги Стаменков Балабанов е български сценарист, режисьор и актьор.
Роден е в град София на 15 юли 1951 г. Завършва ВИТИЗ „Кръстьо Сарафов" през 1974 г. със специалност театрална режисура.

## Филмография
Като режисьор
- Досието Петров (2014)
- Игри без правила (2001)
- Една страна без чадър (1998)
- Граница на мечтите (1996)
- Соло за английски рог (1983)
- Помен (1979)

Като сценарист
- Игри без правила (2001)
- Граница на мечтите (1996)
- Соло за английски рог (1983)
- Помен (1979)

Като актьор
- Прадеди и правнуци - Каменно гнездо (1983), (5 серии) – Мерджан
- Баш майсторът - фермер (1982)
- Мандолината (1973)